# Дорнбирн (хоккейный клуб)
«Дорнбирн» (нем. Dornbirner EC) — австрийский клуб по хоккею с шайбой из Дорнбирна. Основан в 1992 году.

## История
Хоккейный клуб «Дорнбирн» был основан в 1992 году как преемник другого клуба с аналогичным названием. В 2001 году клуб дебютировал во второй по силе лиге Австрии. Первым успехом клуба стало серебро турнира в 2004 году. В 2008 году «Дорнбирн» впервые выиграл вторую лигу Австрии. В 2009 году команда заняла второе место, но уже в следующем году снова одержала победу в лиге. Весной 2012 года клуб «Дорнбирн» был принят в состав команд высшей лиги Австрии. 